# ヒラガシラ
ヒラガシラ（平頭、学名：Rhizoprionodon acutus）は、軟骨魚綱メジロザメ目メジロザメ科に分類されるサメ。

## 分布
インド洋、東大西洋、太平洋。南アフリカ共和国からオーストラリアにかけて（インド太平洋）。マデイラからモーリタニア・アンゴラにかけて（東大西洋）。
インド洋では南アフリカからマダガスカルを経てアラビア半島、南アジア・東南アジア。太平洋では中国から南日本・フィリピン・インドネシア・ニューギニア・オーストラリア北部に分布する。中新世にユーラシアとアフリカ大陸が衝突するまでは、テチス海に沿って連続した分布域を持っていたようである。

## 形態
ヒラガシラ属の最大種であるが、ほとんどの個体は1.1mを超えない。通常は雌は雄よりも大きい。西アフリカからは、最大で雄は1.78m・22kg、雌は1.65m・17kgという報告があるが、これらが本種であるかどうかには不確実な点がある。
体は細く、吻は長く尖る。眼は丸くて大きく、瞬膜を備える。噴水孔はない。口角の直後には7-15個の孔がある。鼻孔は小さく、三角形の前鼻弁が付随する。口角には長い唇褶があり、上下の顎に伸びる。歯列は上下ともに24–25。上顎歯には細かい鋸歯があり強く傾く。下顎歯は似た形だが鋸歯が小さく、先端は緩やかに上を向く。幼体の歯には鋸歯はない。
胸鰭は幅広く三角形で、第3か第4鰓裂の下から起始する。臀鰭は第二背鰭の2倍の長さで、その前方には長い隆起線がある。第一背鰭は胸鰭の後端の上から起始する。第二背鰭は第一よりかなり小さく、臀鰭の基底の後部1/3の点から起始する。背鰭の間に隆起線はない。尾鰭下葉はよく発達し、上葉の後縁先端には欠刻がある。背面は一様な灰色・灰褐色または紫灰色で、腹面は白い。第一背鰭の前縁と尾鰭の後縁は黒く、胸鰭の後縁は白くなることがある。

## 分類
分子系統解析から、少なくとも4種に分かれることが示唆されている。
種小名はラテン語で"鋭い"を意味する。その後、本種は Carcharhinus 属や Scoliodon 属に含められたが、最終的には Rhizoprionodon 属のタイプ種 R. crenidens のシノニムとして Rhizoprionodon 属に置かれた。リュッペルはタイプ標本を指定しなかったため、1960年、Wolfgang Klausewitzはサウジアラビアのジッダで得られた44cmの雄個体をレクトタイプに指定した。
英名"milk shark"はインドにおいて、本種の肉が母乳の出を促進すると信じられていることによるものである。他の英名としてfish shark・grey dog shark・little blue shark・Longmans dogshark・milk dog shark・sharp-nosed (milk) shark・Walbeehm's sharp-nosed shark・white-eye sharkなどがある。1992年のアロザイムを用いた分子系統解析では、解析に含められた4種のヒラガシラ属の中で最も基底的な位置にあった。フランス南部とポルトガルの中新世中期（1600-1200万年前）の層から産出する R. fischeuri も、本種と同一である可能性がある。

## 生態
岸近くの砕波帯から深度200mまでで見られ、砂浜沖の濁った水域を好む。河口に入ることもある。シャーク湾では、Amphibolis antarctica とPosidonia australis で構成された海草の茂みに生息する幼体が見られる。低い塩分濃度を嫌うとしている資料もあるが、トンレサップ湖などカンボジアの淡水域から数回記録されている。生息深度は選ばず、表層から海底まで見られる。クワズール・ナタール州では、個体数は夏をピークに周年で変動し、回遊を行っていることが示唆される。分布域の沿岸では最も豊富に見られるサメの一つで、主に群れを作る底生の小さな硬骨魚を捕食する。稀に頭足類・甲殻類・腹足類を食べることもある。シャーク湾では、トウゴロウイワシ科・マルスズキ・キス・ベラが重要な餌であり、海草に隠れているため他のサメに捕食されないアカメモドキを捕食する唯一のサメである。カーペンタリア湾では主にサヨリ科・マルスズキ・ボラを捕食しており、クルマエビ科の主要な捕食者でもある。小型個体は主に甲殻類・頭足類を食べるが、成長に連れて魚が中心になってゆく。
カマストガリザメ・Carcharhinus tilstoni のような大型のサメや、おそらく海獣も本種を捕食する。クワズール・ナタール州では、人間活動によって大型のサメが減少していることで、本種の個体数が増加している。寄生虫として、カイアシ類のPseudopandarus australis が知られている。雌雄は互いに分かれて生活していると考えられる証拠がある。

### 生活史
他のメジロザメ科同様に胎生である。雌は左側の卵巣と、左右の子宮が機能する。子宮内は胚を1個ずつ収める区画に仕切られている。生活史の詳細は地域ごとに異なる。一般的には毎年繁殖するが、2年おき・3年おきに繁殖するものもある。出産・交尾は、西-南アフリカでは春から初夏（4-6月）、インドでは冬に起こる。これとは異なり、オマーンでは春にピークはあるが、出産は年中行われる。オーストラリアでも出産は年中行われ、シャーク湾のHerald Bightでは、新生仔の個体数は4月と6月にピークを迎える。定まった繁殖期を持たない集団がいる理由としては、（実際に観察されたわけではないが）胚発生時の休眠期間などによって繁殖サイクルが延長されたり複雑になったりしている可能性が考えられる。雌が体内に精子を蓄えることはない。
産仔数は1-8だが、典型的には2-5であり、母体の大きさに連れて増える。オマーン近海では、雌:雄の性比は2:1以上になり、産まれる個体が全て雌であることも珍しくない。セネガルやインド東部からも、これほど極端ではないが同様の性比の偏りが観察されている。この偏りの原因は不明で、ニューファウンドランドヒラガシラのような近縁種では観察されていない。胚は3段階を経て発達する。第一段階は胚が63-65mmになるまで2ヶ月間続き、この期間の胚は卵黄によって成長し、ガス交換を外皮や、おそらく卵黄嚢の表面を通して行う。第二段階は81-104mmになるまで2ヶ月間続き、外鰓が発達して卵黄が吸収され始め、胚は母体が分泌する子宮乳によって成長する。第三段階は6-8ヶ月続き、内容物を失った卵黄嚢は胎盤に転換され、胚は出産まで母体から直接栄養されるようになる。
出生時は32.5-50.0cm・127-350g。非典型的な記録では、ムンバイで捕獲された雌が、妊娠期間が完了するかなり前に、既にほぼ発達が完了した23.7cmしかない胎児を含んでいた例がある。雌は、暖かく餌の豊富な沿岸の成育場に移動して出産する。成育場としてモーリタニアのバン・ダルガン国立公園・クイーンズランド州のCleveland Bay・シャーク湾のHerald Bightなどが知られている。Herald Bightでは、浅い潮だまりや、密で高い植生によって捕食者から姿を隠せるような海草藻場で大きな群れを作っている小型個体が見られる。これらの個体は、性成熟に達するとこのような湾内から離れる。
西アフリカでは雄は84-95cm・雌は89-100cm、アフリカ南部では雄は68-72cm・雌は70-80cm、オマーンでは雄は63-71cm・雌は62-74cmで性成熟する。この不一致は地域差か、高い漁獲圧による人為選択の結果だと考えられる。チェンナイで計測された成長速度は、1年目は10cm・2年目は9cm・3年目は7cm・4年目は6cm・5年目は5cm・それ以降は毎年3-4cmというものだった。

## 人間との関係
肉や鰭が食用とされることもあり、乾燥させたり塩漬け・燻製などにされることもある。魚粉として利用されることもある。
漁業や混獲・スポーツフィッシングなどにより、多くの生息地で生息数が減少している。沿岸部に生息するため、東南アジアではマングローブ林の開発による影響も懸念されている。

小型で歯も小さいため、人には無害である。個体数が多く、分布域全域で地域漁業や商業漁業において重要種となっている。セネガル・モーリタニア・オマーン・インドでも最も商業的に重要なサメの一つである。ゲームフィッシュとして扱う遊漁者もいる。
1980年代から1990年代前半にかけてのインド、ベラバルの沿岸での資源量調査では、刺し網とトロールによる漁獲量は持続可能なものであると結論された。だがこの調査は、後に個体数調査には不向きと証明された方法論によって行われている。この評価の後にも、地域の漁獲量は大幅に増加している。